# Christopher Anvil
Christopher Anvil, eigentlich Harry Christopher Crosby, (* 11. März 1925 in Norwich; † 30. November 2009 in Cayuta, New York) war ein US-amerikanischer Science-Fiction-Autor.

## Leben
Seine erste Kurzgeschichte, Cinderella, Inc., kam 1952, und seine zweite, Roll Out the Rolov!, 1953 im Science Fiction Magazin Imagination heraus. Beide unter dem Namen Harry C. Crosby. Seine nächste Veröffentlichung erschien dann 1956 im Magazin Astounding unter dem Pseudonym, das er von da an ausschließlich verwendete. Es war die Kurzgeschichte Pandoraʼs Planet, die inzwischen wohl zu seinen bekanntesten zählen dürfte. Sie wurde häufig nachgedruckt, bekam noch eine Fortsetzung und wurde später zu einem Roman erweitert. Anvils Geschichten erschienen immer wieder in Astounding und im Nachfolgemagazin Analog, weil er es verstand, die Lieblingsplots des Herausgebers John W. Campbell aufzugreifen: Aliens mit überlegener Technik und Feuerkraft verlieren den Kampf gegen die Menschen wegen deren überlegenen Intelligenz oder wegen ihres unbeugsamen Willens. Ein weiterer Faktor war Anvil humorvolle Schreibweise. Auch die Beschreibung seiner Charaktere trug zu seinem Erfolg bei: Er lässt sie von einer Katastrophe in die nächste schlittern, um sie am Ende durch geistige Überlegenheit den Sieg davontragen zu lassen.
Anvil schrieb auch einige Kurzgeschichten zur Federation of Humanity (Der Ausdruck ist angelehnt an den Untertitel des Buchs Interstellar Patrol II, „The Federation of Humanity“.). Anvil selbst, sowie auch John W. Campbell benennen diese Serie als Colonization Series.
Ein Großteil von Anvils Schaffens besteht aus Kurzgeschichten.

## Bibliografie
Die Serien sind nach dem Erscheinungsjahr des ersten Teils geordnet.

### Serien
Pandora’s Planet
- 1 – Pandora’s Planet (in: Astounding Science Fiction, September 1956)
- 2 – Able Hunter (2002, in: Christopher Anvil: Pandora’s Legions)
- 3 – Pandora’s Envoy (in: Analog Science Fact → Fiction, April 1961)
  - Deutsch: Die Boten des Unheils. In: Die Boten des Unheils und andere Stories, 1967.
- 4 – Pandora’s Unlocked Box (2002, in: Christopher Anvil: Pandora’s Legions)
- 5 – The Toughest Opponent (in: Analog Science Fact → Science Fiction, August 1962)
- 6 – Contagious Earthitis (2002, in: Christopher Anvil: Pandora’s Legions)
- 7 – Trap (in: Analog Science Fiction/Science Fact, March 1969)
  - Deutsch: Im Falle einer Falle. Übersetzt von Leopold Voelker. In: Walter Spiegl (Hrsg.): Science-Fiction-Stories 30. Ullstein 2000 #55 (2999), Berlin u. a. 1973, ISBN 3-548-02999-X.
- 8 – Pandora’s Galaxy (2002, in: Christopher Anvil: Pandora’s Legions)
- Sweet Reason (in: If, June 1966)
- Pandora’s Planet (1972)
  - Deutsch: Pandoras Planet. Übersetzt von Frank Weyrich. Moewig (Terra Taschenbuch #360), Rastatt 1984, ISBN 3-8118-3400-2.
- Pandora’s Legions (2002)

The War with the Outs (Kurzgeschichten)
- 1 – The Prisoner (in: Astounding Science Fiction, February 1956)
  - Deutsch: Der Gefangene. Übersetzt von Eva Malsch. In: Isaac Asimov, Martin H. Greenberg & Joseph D. Olander (Hrsg.): Sternenpost: 3. Zustellung. Moewig (Playboy Science Fiction #6735), 1984, ISBN 3-8118-6735-0.
- 2 – Seller’s Market (in: Astounding Science Fiction, December 1958)
  - Deutsch: Operation „Kalte Füße“. In: Die Boten des Unheils und andere Stories, 1967.
- 3 – Top Rung (in: Astounding Science Fiction, July 1958)
- 4 – Symbols (in: Analog Science Fiction → Science Fact, September 1966)
- 5 – Foghead (in: Astounding Science Fiction, September 1958)
- 6 – The Ghost Fleet (in: Analog Science Fact → Fiction, February 1961; auch: Ghost Fleet, 1970)
- 7 – Cargo for Colony 6 (in: Astounding Science Fiction, August 1958)
- 8 – Achilles’ Heel (in: Astounding Science Fiction, February 1958)
- 9 – Of Enemies and Allies (2006, in: Christopher Anvil: The Trouble with Aliens)

Dan Redman (Kurzromane)
- Advance Agent (in: Galaxy Science Fiction, February 1957)
- A Tourist Named Death (in: If, May 1960)

Colonization / Federation of Humanity
- Goliath and the Beanstalk (in: Astounding Science Fiction, November 1958)
  - Deutsch: Der grüne Berg. In: Die Boten des Unheils und andere Stories, 1967.
- Revolt! (in: Astounding Science Fiction, April 1958)
- Leverage (in: Astounding Science Fiction, July 1959)
  - Deutsch: Eine Welt wird gezähmt. In: Die Boten des Unheils und andere Stories, 1967.
- Mating Problems (in: Astounding Science Fiction, December 1959)
- The Sieve (in: Astounding Science Fiction, April 1959)
- Star Tiger (in: Astounding/Analog Science Fact & Fiction, June 1960)
- The Troublemaker (in: Astounding/Analog Science Fact & Fiction, July 1960)
  - Deutsch: Der Unruhestifter. In: Hände weg von der Erde! 1966.
- The Hunch (in: Analog Science Fact → Fiction, July 1961)
- Bill for Delivery (in: Analog Science Fact → Science Fiction, November 1964)
  - Deutsch: Gefährliche Ladung. Übersetzt von Klaus Fecher. In: Donald A. Wollheim & Terry Carr (Hrsg.): Science-Fiction-Stories 55, (Worlds Best SF 1965). Ullstein 2000 #105 (3195), Berlin u. a. 1975, ISBN 3-548-03195-1. Auch als: Zahlbar bei Lieferung. Übersetzt von Uwe Anton. In: Charles G. Waugh, Martin H. Greenberg & Isaac Asimov (Hrsg.): Sternenschiffe (1). Ullstein SF&F #31144, Berlin u. a. 1987, ISBN 3-548-31144-X.
- Contrast (in: Analog Science Fact → Science Fiction, December 1964)
- Hunger (in: Analog Science Fact → Science Fiction, May 1964)
- Facts to Fit the Theory (in: Analog Science Fiction → Science Fact, November 1966)
- Strangers to Paradise (in: Analog Science Fiction → Science Fact, October 1966)
- Stranglehold (in: Analog Science Fiction/Science Fact, June 1966)
- Untropy (in: Analog Science Fiction → Science Fact, January 1966)
- A Question of Attitude (in: Analog Science Fiction → Science Fact, December 1967)
- Compound Interest (in: Analog Science Fiction → Science Fact, July 1967)
- Experts In the Field (in: Analog Science Fiction → Science Fact, May 1967)
- The Dukes of Desire (in: Analog Science Fiction → Science Fact, June 1967)
- The King’s Legions (in: Analog Science Fiction → Science Fact, September 1967)
- The Royal Road (in: Analog Science Fiction → Science Fact, June 1968)
- Uplift the Savage (in: Analog Science Fiction → Science Fact, March 1968)
- Basic (in: Venture Science Fiction Magazine, November 1969)
- Strangers in Paradise (1969)
- Test Ultimate (in: Analog Science Fiction/Science Fact, October 1969)
- The Nitrocellulose Doormat (in: Analog Science Fiction/Science Fact, June 1969)
- The Low Road (in: Amazing Science Fiction, September 1970)
- The Throne and the Usurper (in: The Magazine of Fantasy and Science Fiction, November 1970)
- Trial by Silk (in: Amazing Science Fiction, March 1970)
- Cantor’s War (1971)
  - Deutsch: Cantors Krieg. Übersetzt von Bettina Eisenächer. In: Walter Spiegl (Hrsg.): Science-Fiction-Stories 84. Ullstein SF&F #31019, Berlin u. a. 1980, ISBN 3-548-31019-2.
- The Claw and the Clock (in: Analog Science Fiction/Science Fact, February 1971)
- The Operator (in: Analog Science Fiction/Science Fact, March 1971)
- Riddle Me This … (in: Analog Science Fiction/Science Fact, January 1972)
- The Unknown (in: Amazing Science Fiction, July 1972)
- Warlord’s World (1975)
- Odds (in: Amazing Stories, July 1977)
- While the North Wind Blows (in: Amazing Stories, November 1978)
- The Trojan Hostage (in: Analog Science Fiction and Fact, July 1990)
- Interstellar Patrol (2003)
- Interstellar Patrol II: The Federation of Humanity (2005)

### Einzelromane
- The Day the Machines Stopped (1964)
  - Deutsch: Alle Räder standen still. Übersetzt von Horst Mayer. Pabel (Utopia #473), Rastatt 1966, DNB 458495700.
- The Steel, the Mist, and the Blazing Sun (1980)

### Sammlungen
- The Trouble with Aliens (2006)
- The Trouble with Humans (2007)
- War Games (2008)
- Rx for Chaos (2009)
- The Power of Illusion (2010)

Deutsche Zusammenstellungen
- Hände weg von der Erde! Moewig (Terra #467), München 1966, DNB 458318175.
- Die Boten des Unheils und andere Stories. Übersetzt von Heinz Zwack. Moewig (Terra #499), München 1967, DNB 458318523.

### Kurzgeschichten
- Cinderella, Inc. (in: Imagination, December 1952; als Harry C. Crosby)
- Roll Out the Rolov! (in: Imagination, November 1953; als Harry C. Crosby)
- Compensation (in: Astounding Science Fiction, October 1957)
- Sinful City (in: Future Science Fiction, #32, Spring 1957)
- The Gentle Earth (in: Astounding Science Fiction, November 1957)
  - Deutsch: Hände weg von der Erde! In: Hände weg von der Erde! 1966.
- Torch (in: Astounding Science Fiction, April 1957)
- Truce by Boomerang (in: Astounding Science Fiction, December 1957)
- Destination Unknown (in: Science Fiction Adventures, March 1958)
- Nerves (in: Fantastic Universe, November 1958)
- Captive Leaven (in: Astounding Science Fiction, September 1959)
- The Law Breakers (in: Astounding Science Fiction, October 1959)
- A Rose by Other Name … (in: Astounding Science Fiction, January 1960; auch: A Rose by any Other Name …, 2008)
  - Deutsch: Schall und Rauch. In: Raimund Schui und Wolfgang Eichsteller (Hrsg.): Metropolis 3. Privatdruck Metropolis #3, 1963. Auch als: Ein Name ist ein Name ist ein Name … Übersetzt von Irene Paetzold. In: Isaac Asimov & Martin H. Greenberg (Hrsg.): Wahltag 2090. Bastei Lübbe Paperback #28181, 1989, ISBN 3-404-28181-0.
- A Taste of Poison (in: Astounding/Analog Science Fact & Fiction, August 1960)
  - Deutsch: Über die Wissenschaft hinaus. In: Die Boten des Unheils und andere Stories, 1967.
- Mind Partner (in: Galaxy Magazine, August 1960)
- Shotgun Wedding (in: Astounding/Analog Science Fact & Fiction, March 1960)
- The Trouble Maker (1960)
  - Deutsch: Der Unruhestifter. In: Hände weg von der Erde! 1966.
- Identification (in: Analog Science Fact → Fiction, May 1961)
- No Small Enemy (in: Analog Science Fact → Fiction, November 1961)
- Gadget vs. Trend (in: Analog Science Fact → Science Fiction, October 1962; auch: Gadget v. Trend, 1976)
- Philosopher’s Stone (1962)
  - Deutsch: Stein der Weisen. Übersetzt von Elke Kamper. In: Wolfgang Jeschke (Hrsg.): Die sechs Finger der Zeit. Lichtenberg (SF für Kenner #13), 1971, ISBN 3-7852-2013-8.
- Sorcerer’s Apprentice (in: Analog Science Fact → Science Fiction, September 1962)
- Uncalculated Risk (in: Analog Science Fact → Science Fiction, March 1962)
- Not in the Literature (in: Analog Science Fact → Science Fiction, March 1963)
- Problem of Command (in: Analog Science Fact → Science Fiction, November 1963)
- War Games (in: Analog Science Fact → Science Fiction, October 1963)
  - Deutsch: Kriegsspiele. Übersetzt von Robert Bergmann. In: Jürgen vom Scheidt (Hrsg.): Das Monster im Park. Nymphenburger, München 1970, DNB 457631147.
- Merry Christmas from Outer Space! (in: Fantastic Stories of Imagination, December 1964; auch: Merry Christmas from Outer Space, 2007)
- Rx for Chaos (in: Analog Science Fact → Science Fiction, February 1964)
- Speed-Up! (in: Amazing Stories, January 1964)
- We from Arcturus (in: Worlds of Tomorrow, August 1964)
- Duel to the Death (in: Analog Science Fiction → Science Fact, June 1965)
- High G (in: If, June 1965)
- In the Light of Further Data (in: Analog Science Fiction → Science Fact, July 1965)
- Positive Feedback (in: Analog Science Fiction → Science Fact, August 1965)
- The Captive Djinn (in: Analog Science Fiction → Science Fact, May 1965)
  - Deutsch: Der gefangene Zauberer. Übersetzt von Dolf Strasser. In: Science-Fiction-Stories 61. Ullstein 2000 #118 (3260), 1976, DNB 760384002.
- The New Boccaccio (in: Analog Science Fact → Science Fiction, January 1965)
- The Plateau (in: Amazing Stories, March 1965)
- Devise and Conquer (in: Galaxy Magazine, April 1966)
- Sabotage (in: The Magazine of Fantasy and Science Fiction, December 1966)
- The Kindly Invasion (in: Worlds of Tomorrow, March 1966)
- The Missile Smasher (in: Analog Science Fiction → Science Fact, July 1966)
- Two-Way Communication (in: Analog Science Fiction → Science Fact, May 1966)
- Babel II (in: Analog Science Fiction → Science Fact, August 1967)
- The New Member (in: Galaxy Magazine, April 1967)
  - Deutsch: Das neue Mitglied. In: Walter Ernsting und Thomas Schlück (Hrsg. & Übers.): Galaxy #10. Heyne SF&F #3116, München 1968, DNB 456694579.
- The New Way (in: Beyond Infinity, November-December 1967)
- The Trojan Bombardment (in: Galaxy Magazine, February 1967)
- The Uninvited Guest (in: Analog Science Fiction → Science Fact, March 1967)
- Behind the Sandrat Hoax (in: Galaxy Magazine, October 1968)
- High Road to the East (in: Fantastic, May 1968)
- Is Everybody Happy? (in: Analog Science Fiction → Science Fact, April 1968)
- Mission of Ignorance (in: Analog Science Fiction → Science Fact, October 1968)
- The Great Intellect Boom (in: Analog Science Fiction/Science Fact, July 1969)
- Apron Chains (in: Analog Science Fiction/Science Fact, December 1970)
- Ideological Defeat (in: Analog Science Fiction/Science Fact, September 1972)
- The Knife and the Sheath (1974, in: Roger Elwood (Hrsg.): Future Kin)
  - Deutsch: Davongekommen. Übersetzt von Siegfried Schmitz. In: Roger Elwood (Hrsg.): Reise in die Unendlichkeit. Boje SF, Stuttgart 1976, ISBN 3-414-13000-9.
- Brains Isn’t Everything (in: Analog Science Fiction/Science Fact, June 1976)
- The Golden Years (in: Analog Science Fiction/Science Fact, March 1977)
- A Handheld Primer (in: Amazing Stories, January 1978)
- A Sense of Disaster? (in: Fantastic, January 1979; auch: A Sense of Disaster, 2010)
- The Gold of Galileo (in: Analog Science Fiction/Science Fact, October 1980)
- Superbiometalemon (in: The Magazine of Fantasy & Science Fiction, July 1982)
- Top Line (in: Analog Science Fiction/Science Fact, February 1, 1982)
- Bugs (in: Analog Science Fiction/Science Fact, June 1986)
- Interesting Times (in: Analog Science Fiction/Science Fact, December 1987)
- Rags from Riches (in: Amazing Stories, November 1987)
- Doc’s Legacy (in: Analog Science Fiction/Science Fact, February 1988)
- The Underhandler (in: Analog Science Fiction and Fact, November 1990)
- Negative Feedback (in: Analog Science Fiction and Fact, March 1994)
- A Question of Identity (in: Analog Science Fiction and Fact, July 1995)
- The Power of Illusion (in: Jim Baen’s Universe, October 2006)
- The Murder Trap (2008, in: Christopher Anvil: War Games)
- The Spy in the Maze (2008, in: Christopher Anvil: War Games)
- Key to the Crime (2010, in: Christopher Anvil: The Power of Illusion)
- The Anomaly (2010, in: Christopher Anvil: The Power of Illusion)
- The Coward (2010, in: Christopher Anvil: The Power of Illusion)
- The Hand from the Past (2010, in: Christopher Anvil: The Power of Illusion)
- The Problem Solver and the Burned Letter (2010, in: Christopher Anvil: The Power of Illusion)
- The Problem Solver and the Defector (2010, in: Christopher Anvil: The Power of Illusion)
- The Problem Solver and the Hostage (2010, in: Christopher Anvil: The Power of Illusion)
- The Problem Solver and the Killer (2010, in: Christopher Anvil: The Power of Illusion)
- Warped Clue (2010, in: Christopher Anvil: The Power of Illusion)